# Påklädaren (film)
Påklädaren (engelska: The Dresser) är en brittisk-australisk dramakomedi från 1983 i regi av Peter Yates.
Filmen är baserad på Ronald Harwoods pjäs med samma namn.

## Handling
Påklädaren handlar om relationen mellan den åldrande skådespelaren och teaterdirektören Sir och hans påklädare Norman.

## Rollista i urval
- Albert Finney - Sir
- Tom Courtenay - Norman
- Edward Fox - Oxenby
- Zena Walker - Hennes Nåd
- Eileen Atkins - Madge
- Michael Gough - Frank Carrington
- Cathryn Harrison - Irene
- Betty Marsden - Violet Manning
- Kathy Staff - bombasinkvinnan